# São Pedro do Jarmelo
São Pedro de Jarmelo is een plaats (freguesia) in de Portugese gemeente Guarda en telt 195 inwoners (2001).